# علم المعادن الآلي
علم المعادن الآلي (بالإنجليزية: Automated mineralogy)‏ هو مصطلح عام يصف مجموعة من الحلول التحليلية، ومجالات المشاريع التجارية، ومجال متنامٍ للبحث العلمي وتطبيقات الهندسة التي تنطوي على تحليل آلي وكمي إلى حد كبير للمعادن والصخور والمواد من صنع الإنسان.

## التقنية
تتميز حلول التحليل المعدني الآلي بدمج تقنيات القياس الآلية إلى حد كبير والتي تعتمد على المجهر الإلكتروني الماسح (Scanning Electron Microscopy SEM) وتقنية مطيافية الأشعة السينية المشتتة للطاقة (EDS). تشتمل الحلول المعملية المتاحة تجاريا على QEMSCAN وMineral Liberation Analyzer ( MLA ) من شركة FEI، وMineralogic من شركة كارل زايس أي جي Zeiss ، وAZtecMineral من شركة Oxford Instruments ، وTIMA (محلل المعادن المتكامل Tescan) من شركة TESCAN، وAMICS من شركة Bruker ، وMaipSCAN من شركة Rock Scientific. أُطلق أول حل لموقع آبار النفط والغاز بالتعاون المشترك بين شركة Zeiss وCGG Veritas في عام 2011 والذي يسمى RoqSCAN. تبع ذلك بعد حوالي 6 أشهر إطلاق QEMSCAN Wellsite بواسطة شركة FEI. وفي الآونة الأخيرة في عام 2016، أطلقت شركة Zeiss حلاً قويًا لموقع المناجم للتعدين ومعالجة المعادن يسمى MinSCAN.

## الأعمال
تهتم أعمال التعدين الآلي بتسويق التقنية والبرمجيات من حيث تطوير وتسويق الحلول المتكاملة. ويتضمن ذلك جميع جوانب: خدمة العملاء ؛ والصيانة ؛ ودعم العملاء ؛ والبحث والتطوير ؛ والتسويق والمبيعات. يشمل عملاء حلول علم المعادن الآلية ما يلي: المرافق المختبرية؛ ومواقع المناجم، ومواقع الآبار ، ومؤسسات البحث.

## التطبيقات
يجري تطبيق حلول علم المعادن الآلية في مجموعة متنوعة من المجالات التي تتطلب معلومات معدنية كمية وموثوقة إحصائيًا. وتشمل هذه القطاعات التالية: التعدين؛ النفط والغاز؛ الفحم؛  العلوم البيئية؛  علوم الطب الشرعي الجيولوجي؛ علم الآثار؛ الأعمال الزراعية؛ البيئة المبنية والجيولوجيا الكوكبية .

## تاريخ استخدام المصطلح
يمكن إرجاع أول استخدام مُسجل لمصطلح علم المعادن الآلي في المجلات الفنية إلى الأوراق البحثية الرائدة في أواخر الثمانينيات وأوائل التسعينيات والتي تصف تقنية QEMSCAN وتطبيقاتها. اكتسب المصطلح شعبية كبيرة بعد استخدامه لتسمية مؤتمر دولي جديد في يوليو 2006.